# テレビ朝日系列平日午前のワイドショー枠
テレビ朝日系列平日午前のワイドショー枠（テレビあさひけいれつへいじつごぜんのワイドショーわく）とは、テレビ朝日をはじめとするANN系列他で、平日（月曜日 - 金曜日）の午前に放送されているワイドショー番組の一覧。

## 歴史
1964年4月から長きに渡って放送されている。テレビ朝日系列の定時ニュースを除く平日朝〜午前の番組では、長年本放送枠が唯一のネットワークセールス枠となっている。
『モーニングショー』・『スーパーモーニング』時代は、『ワイド!スクランブル』開始まで低迷していた平日正午枠がバラエティ枠に変更したために、本放送枠を唯一のテレビ朝日制作全国ネットワイドショーとしていた時期があった。
枠制定当初はネット局数も少なくクロスネット局も多かったうえ、ワイドショーそのものを放送していない時期でもあったことから『モーニングショー・1期』のネット局を見てもわかるように系列外であっても同時ネットされていた。その後各局で製作を開始するも、前述通りネットワークセールスである関係から当番組のネットを優先、ないしは本来の局の放送をスライドさせていた局もある。
1970年代以降、徐々にテレビ朝日系が増えてくると、次第にネット局整理も行われていく。1993年4月、『スーパーモーニング』が放送時間を2時間に拡大するも、前時間帯の情報番組との兼ね合いなどから飛び乗り・飛び降りが発生。その一方、1996年10月、一時期途絶えた「全都道府県視聴可能体制」が整った。
2009年3月末に山陰放送・宮崎放送がネットを打ち切って以降、本来の系列局の番組への移行が続く。2023年4月以降は日本テレビとのクロスネットである福井放送以外の系列外ネットはなくなった。
各番組ともタイトルに「モーニング」という単語が必ず入っているという共通点がある。

## 主な番組
- モーニングショー（第1期：1964年4月1日 - 1993年4月2日）
  - 木島則夫モーニングショー（1964年4月1日 - 1968年3月29日）
  - 長谷川肇モーニングショー（1968年4月1日 - 1969年3月31日）
  - 奈良和モーニングショー（1969年4月1日 - 1976年10月15日）
  - 竹中陽一モーニングショー（1976年10月18日 - 12月）
  - モーニングショー（1977年1月 - 4月29日） - 複数司会制。
  - 溝口泰男モーニングショー（1977年5月2日 - 1983年3月31日）
  - 江森陽弘モーニングショー（1983年4月1日 - 1986年9月30日）
  - モーニングショー（1986年10月1日 - 1988年10月7日） - 美里美寿々→武見敬三が司会。
  - 内田忠男モーニングショー（1988年10月10日 - 1991年3月29日）
  - モーニングショー（1991年4月1日 - 1993年4月2日） - 渡辺宜嗣が司会。
- スーパーモーニング（1993年4月5日 - 2011年4月1日）
- 情報満載ライブショー モーニングバード!→モーニングバード（2011年4月4日 - 2015年9月25日）
- モーニングショー（第2期：2015年9月28日 - ）
  - 羽鳥慎一モーニングショー（2015年9月28日 - ）

## 備考

### 年末の放送について
- 『スーパーモーニング』時代の2001年までは大晦日まで行っていたが、翌2002年以降は12月30日が年内最終放送となることが恒例（放送日時は曜日や編成の都合で変動する）となった。しかし2012年と2013年の『モーニングバード!』では、大晦日にスペシャル版が放送された。
- 2004年以降、年内最後の放送は昼の『ANNニュース』開始前の11:45[注釈 2]まで拡大されることが恒例となっている（一部のANN系列局は定時終了）。ただし、2007年と最後の年となった2010年の年末最後の放送は、後座番組『ちい散歩』の拡大スペシャル放送のため全局定時終了。

### 年始の放送について
- 『モーニングショー』（第1期）は1992年まで正月三が日の放送を、『スーパーモーニング』は2010年まで1月2日もしくは3日の放送を、『モーニングショー』（第2期）は2017年以降、元日に拡大放送を行っている[1][2][3]。なお、『モーニングショー』・『スーパーモーニング』共々、番組最後の年である1993年と2011年は年始の放送はそれぞれ実施されなかった。『モーニングバード!』では、正月三が日の放送は行われなかった。